# Vriesea melgueroi
Vriesea melgueroi là một loài thuộc chi Vriesea. Đây là loài đặc hữu của Venezuela.